# Nemka viduata andalusiana
Nemka viduata andalusiana é uma subespécie de insetos himenópteros, mais especificamente de vespas pertencente à família Mutillidae.
A autoridade científica da subespécie é Skorikov, tendo sido descrita no ano de 1935.
Trata-se de uma subespécie presente no território português.